# Stockholm (film, 2018)
Pour les articles homonymes, voir Stockholm (homonymie).
Pour plus de détails, voir Fiche technique et Distribution.
Stockholm est un film policier américano-canadien coproduit et réalisé par Robert Budreau (en), sorti en 2018. Il s'agit d'une histoire vraie du braquage de banque, en 1973, et de la crise des otages à Stockholm.
Il est sélectionné et présenté en avant-première mondiale au festival du film de Tribeca, le 19 avril 2018.

## Synopsis
Après avoir pris des otages dans une banque de Stockholm, l'ex-détenu Lars Nystrom demande la libération de son ancien partenaire criminel ; alors que la situation s'aggrave, Lars commence à baisser sa garde et à développer un lien avec l'une des employées de la banque.

## Fiche technique
Sauf indication contraire, les informations mentionnées dans cette section peuvent être confirmées par la base de données cinématographiques IMDb,  présente dans la section « Liens externes ».
- Titre original et français : Stockholm
- Réalisation et scénario : Robert Budreau (en)
- Musique : Steve London
- Direction artistique : Martha Sparrow
- Décors : Aidan Leroux
- Costumes : Lea Carlson
- Photographie : Brendan Steacy
- Montage : Richard Comeau
- Production : Fredrik Zander, Jonathan Bronfman et Robert Budreau
- Sociétés de production : Blumhouse Productions, Darius Films, JoBro Productions et Lumanity Productions
- Société de distribution : Dark Star Pictures
- Pays d'origines :  Canada /  États-Unis
- Langue originale : anglais
- Genres : biographie, comédie noire, thriller
- Durée : 92 minutes
- Dates de sortie :
  - États-Unis 19 avril 2018 (Festival du film de Tribeca)
  - Canada et États-Unis : 12 avril 2019
  - Monde : 28 mai 2019 (Amazon Prime Video)

## Distribution
- Noomi Rapace (VQ : Catherine Proulx-Lemay) : Bianca Lind
- Ethan Hawke (VF : Jean-Pierre Michael ; VQ : Jean-François Beaupré) : Kaj Hansson / Lars Nystrom
- Mark Strong (VF : Boris Rehlinger ; VQ : Marc-André Bélanger) : Gunnar Sorensson
- Christopher Heyerdahl (VF : Vincent Violette ; VQ : Patrick Chouinard): chef Mattsson
- Bea Santos (VQ : Elizabeth Gauthier-Pelletier): Klara Mardh
- Thorbjørn Harr (VF : Lionel Tua) : Christopher Lind
- Ian Matthews (VF : Jean-François Vlérick ; VQ : Tristan Harvey): Détective Halsten Vinter
- John Ralston (VF : Philippe Vincent ; VQ : Daniel Picard): Détective Jakobsson
- Mark Rendall (VQ : Éric Paulhus): Elov Eriksson
- Christopher Wagelin (VF : Guillaume Bourboulon ; VQ : Adrien Bletton): Vincent

 Source et légende : version française (VF) sur RS Doublage
 Source et légende : version québécoise (VQ) sur Doublage.qc.ca

## Production
Le 27 janvier 2017, on annonce que Noomi Rapace et Ethan Hawke sont engagés dans le film Stockholm avec Robert Budreau (en) en tant que scénariste, producteur et réalisateur.
Le tournage commence en avril 2017.